# Monyorókerék
Monyorókerék (németül: Eberau, horvátul: Eberava) mezőváros Ausztriában, Burgenland tartományban, a Németújvári járásban.

## Fekvése
Németújvártól 24 km-re északkeletre, a magyar határ mellett, Szentpéterfával átellenben, a Pinka jobb partján fekszik. Bilaterális határátkelőhely volt Magyarország felé.
A kataszteri közösségek Eberau, Pinkakertes, Horváthásos, Kólom és Pinkatótfalu.

## Nevének eredete
Magyar neve kerek mogyorócserjésre utal, német nevét a birtokos Ellerbach család Eberhart nevű tagjáról kapta, ebből alakult ki a horvát neve is.

## Története
Területén már a rómaiak idején is volt település. Határában római sírkövek és pénzek kerültek elő.
Monyorókerék várát 1221-ben "Urk-Burg" néven említik először. A mai Erdődy-kastély egy 14. századi, Ellerbach Vilmos által 1369 után épített vízivár felhasználásával épült a 17. században. A vízivár pedig egy korábbi, 1292-ben "Castellanus de Monuroukerek" néven említett, de 1300 körül elpusztult vár alapjaira épült. 1292-ben a Chem nembeli Bernhard gróf volt a várnagya. 1369-től az Ellerbach család, majd 1496-tól az Erdődyek birtoka volt. 1556-ban a Zrínyiek zálogbirtoka lett, akik 1558-ban áttértek a protestáns hitre. A várban tartotta esküvőjét Zrínyi Miklós 1564. szeptember 21-én Rosenbergh Évával. Itt működött a 16. században az ország egyik legrégibb nyomdája, Manlius Jánosé. Itt jelent meg 1587-ben az ország első, német nyelvű újságja a Neue Zeitung aus Ungarn. 1587 őszén Manlius itt jelentette meg német nyelven Zrínyi György titkárának, Erhard Pöckhlnek haditudósítását a keresztény seregeknek a szigetvári pasa fosztogató csapatai ellen augusztus 9-én vívott győztes csatájáról, Ugyancsak itt adták ki Beythe István kotta nélküli, haránt alakú énekeskönyvét, valamint Frankovics rézmetszetekkel illusztrált orvosi könyvének második kiadását. 1592-ben Manlius átköltöztette műhelyét Németlövőre. A 17. század végén megyegyűlést tartottak itt. A várkastély a második világháborúban súlyos károkat szenvedett, berendezése elpusztult. A várost egykor három árokból és két palánkból álló sáncrendszer védte, melynek nyomai ma is felismerhetők.
A vár melletti település 1221-ben II. András királynak a szentgotthárdi apátság részére írt adománylevelében szerepel először írott forrásban "Terra Monyorokerek, Mónyorokerekkw a Pingua mellett" formában. 1297-ben "Poss. Monorókerec", 1369-ben "Monorokerek", 1386-ban "Manerokereke", 1448-ban "Monyorokerek", 1462-ben "Opidum Monyarokerek" néven említik. Német neve csak 1489-ben bukkan fel először "Opidum Ebraw" alakban.
1221-ben Kázmér fia Csépán fia Istváné, akinek kihalásával ekkor a királyra szállt. Ezután II. András király Pornóval, Hétfőhellyel és két másik faluval együtt a szentgotthárdi apátságnak adta. III. András király 1297-ben más birtokokért cserébe Héderváry Jakab mesternek a Németújvári grófok ősének adományozta. 1369-ben I. Lajos király mint királyi birtokot a hozzá hű udvari vitézének, Ellerbach Vilmosnak adta, egyúttal adómentességet adott lakói számára. Az új birtokos nyomban hozzákezdett egy új vízivár építéséhez. A település 1448-ban vásártartási jogot kapott, majd 1462-ben lakóit Hunyadi Mátyás felmentette a vám és harmincad fizetés alól. Már ekkor mezővárosként említik. 1472-ben Ellerbach Bertold a város nyugati részén a kólomi Szent Bereck templom mellett a Boldogságos Szűz tiszteletére kolostort alapított, melyet fiai János és István 1482 körül újjáépítettek.
1496-ban a monyorókeréki uradalmat Erdődy Bakócz Tamás esztergomi érsek vásárolta meg, majd 1517-ben birtokainak felosztása után Monyorókerék unokaöccsének Erdődy Péternek jutott. 1556-ban Erdődy Péter a monyorókeréki uradalmat Zrínyi Miklósnak adta zálogba. A Zrínyiek 1613-ig maradtak Monyorókerék urai. 1545-től délről horvát menekültek telepedtek le tömegesen az uradalom területén. 1558-ban Zrínyi felvéve a protestáns hitet elüldözte a pálos szerzeteseket a kolostorból, az épületet pedig leromboltatta. Ma már falmaradványai sem láthatók a kólomi temető területén, ahol egykor állott. 1613-tól Monyorókerék miután Erdődy Tamás bán a Zrínyiektől visszaszerezte újra az Erdődyek birtoka. 1728-ban a család egy monyorókeréki és egy vörösvári ágra szakadt.
1881-ben felépült a régi iskola épülete. 1888-ban itt alapították meg a Pinkavölgyi Takarék és Önsegélyező Egyletet. 1890-ben megkezdődött a kivándorlás a tengerentúlra. Monyorókerék plébániáját 1905-ben alapították, addig Szentpéterfához tartozott. 1910-ben 2036 lakosából 1609 német, 258 magyar, 167 horvát 2 egyéb nemzetiségű volt. A trianoni békeszerződésig Vas vármegye Szombathelyi járásához tartozott. A békeszerződések Ausztriának ítélték, de a határ végleges meghúzására csak 1922-ben került sor miután népszavazáson a szomszédos Szentpéterfa is a Magyarországhoz tartozás mellett döntött. 1924-ben megalakult az önkéntes tűzoltóegylet.
1944-1945-ben 700 fő magyar zsidó munkaszolgálatost vezényeltek a községbe a keleti fal sáncainak építésére. Az elhunyt 30 ember emlékére emléktáblát avattak 2012. november 12-én a városka főterén.
1945 áprilisában a település átmenetileg hadszíntérré vált, a szőlőhegy lejtőin védelmi vonalakat építettek ki. 1948-ban megszűnt az átjárás a határon. 1954-ben felépült a főiskola épülete. 1957-ben megalapították az SV Eberau sportklubot. 1968-ban új népiskola épült a településen. 1971-ben közigazgatási reform eredményeképpen hozzácsatolták Pinkakertes, Horváthásos, Kólom, Alsó- és Felsőbeled, valamint Pinkatótfalu községeket. 1980-ban elfogadták a település új címerét. 1988-ban megnyílt a központi óvoda.
1991-ben újra megnyílt a határátkelőhely Szentpéterfa felé, amely 2007-ig üzemelt, a Schengeni egyezmény életbe lépésekor bezárták. A jeles alkalomra "Helló szomszéd" emlékpadot avatták fel Szentpéterfával közösen. 1993-ban Alsó- és Felsőbeled egy önálló községben egyesült és kivált a közös közigazgatási egységből. Ugyanebben az évben Monyorókerék újra mezővárosi rangot kapott.
1997-ben épült a közös szennyvíztisztító a magyarországi Szentpéterfán. A tisztító fejlesztése és bővítése 1,6 millió euróba kerül, melyet 78 százalékban közösségi támogatással fedeznek. Az építkezés 2012. júniusban kezdődik és már ősszel el is készül.
2001-ben 1081 lakosa volt, melyből 983 német, 50 magyar, 23 horvát és 25 egyéb nemzetiségű volt.

## Nevezetességei
- Az Erdődy-kastély 14. századi eredetű. Az Ellerbach család építtette 1369 után egy korábbi vár maradványaira. A 17. században az Erdődyek korszerű várkastéllyá építették át. A várkastélyt 1772-ben Erdődy Sándor újíttatta fel. Eredetileg négy árok és három sánc övezte. Hét egykori bástyája közül már csak a harmadik áll. A második világháborúban súlyos károkat szenvedett, berendezése elpusztult. Ma is magántulajdon, ezért nem látogatható.
- Szent József tiszteletére szentelt római katolikus plébániatemploma 15. századi, 1745 körül bővítették.
- A plébánia épülete 1905-ben épült, műemléki védettségű. Tervezője Pauer Alajos plébános volt.
- A főutcán még ma is áll a város egykori ítélkezési jogára utaló pellengér.
- Szentháromság-oszlop.

## Híres emberek
- Itt született 1826. január 26-án Péczely Ignác szemorvos, homeopatológus, orvosi szakíró, az íriszdiagnosztika feltalálója.

## Képgaléria

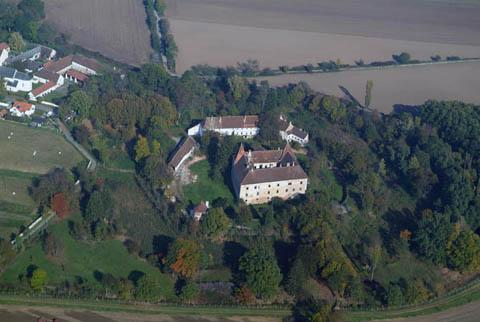
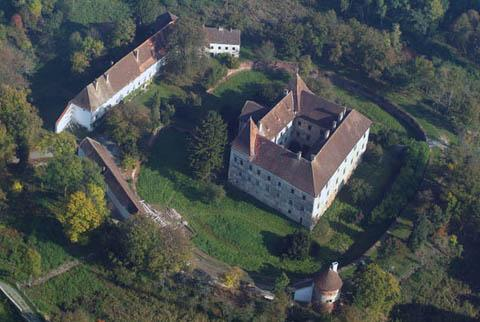
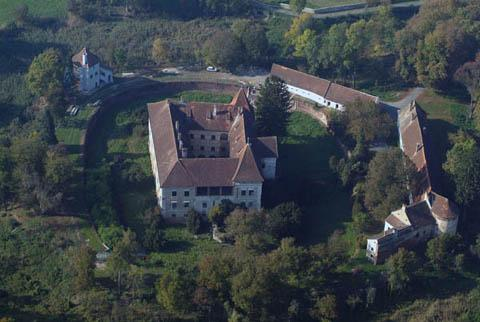
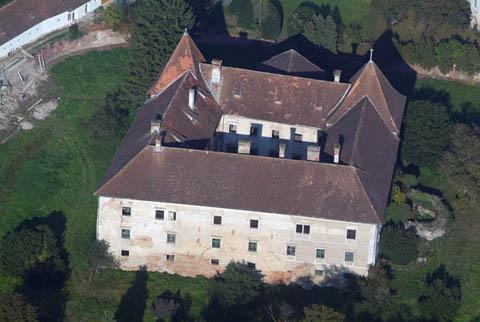
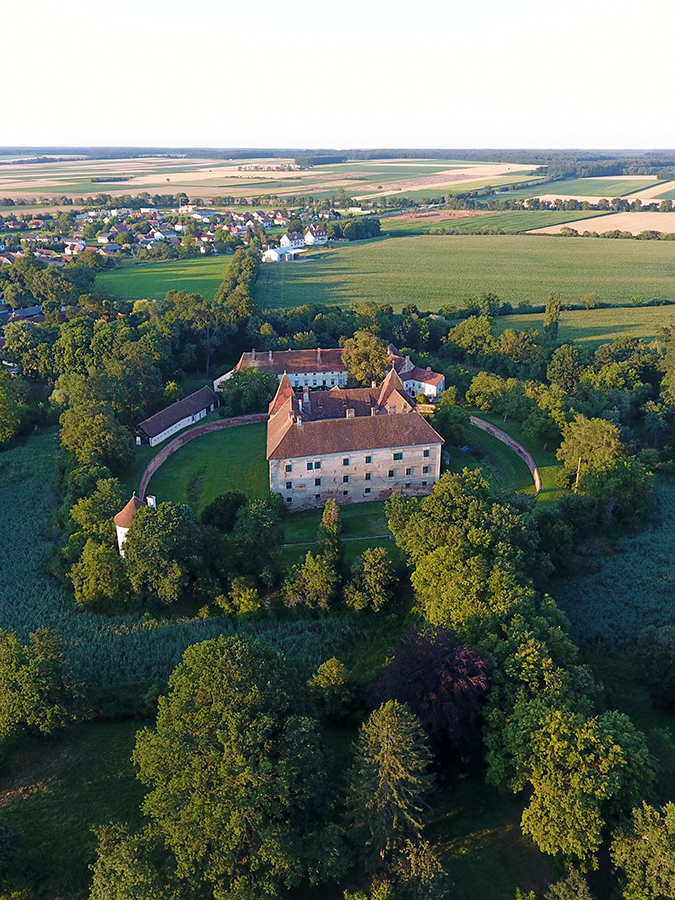
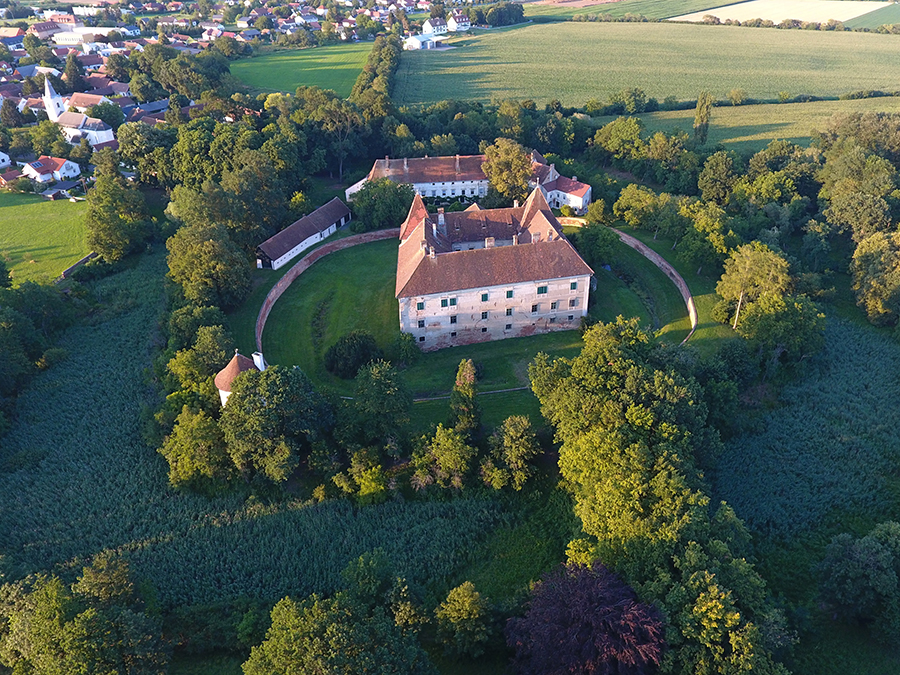